# Rrethinat
Rrethina è una frazione del comune di Scutari in Albania (prefettura di Scutari).
Fino alla riforma amministrativa del 2015 era comune autonomo, dopo la riforma è stato accorpato, insieme agli ex-comuni di Ana e Malit, Berdicë, Dajç, Gur i Zi, Postribë, Pult, Shalë, Scutari, Shosh e Velipojë a costituire la municipalità di Scutari.

## Località
Il comune era formato dall'insieme delle seguenti località:
- Dobrac
- Grude e Re
- Shtoj i Ri
- Guci e Re
- Shtoj i Vjeter
- Zues
- Golem
- Hot i ri
- Bardhaj
- Bardha